# 三角铁路站
三角铁路站（德語：U-Bahnhof Gleisdreieck）是德国柏林地铁的一个车站，位于腓特烈斯海因-克罗伊茨贝格區，途经的线路有柏林地铁1号线、2號線和3號線。
车站名称来车站周边呈三角形交汇的铁路。